# Club Universidad Nacional Premier
El Club Universidad Nacional Premier fue un equipo filial, sin derecho a ascenso, del Club Universidad Nacional de la Primera División de México. Participaba en el Grupo 2 de la Serie A de la Segunda División de México. Jugaba sus partidos de local en La Cantera.

## Historia
El 25 de mayo de 2015 se anunció que los 18 equipos de Primera División tendrían un equipo filial en la Liga Premier de la Segunda División, para que los jugadores que superen los 20 años de edad y ya no puedan participar en la categoría Sub-20 se mantengan activos. Así, Pumas fundó la filial de Segunda División llamándola "Club Universidad Nacional Premier", utilizando como base al Pumas Naucalpan que participaba en la Liga de Nuevos Talentos.
En el Torneo Clausura 2016 consigue su primer campeonato, derrotando a Chivas en la final de la Liguilla de Filiales. En la temporada  2018-19, el equipo gana su segundo campeonato al conquistar la Liguilla de Filiales 2018-19, derrotando nuevamente a Chivas. En la temporada 2019-2020, Pumas fue el único de los 18 clubes originales que mantuvo su escuadra de Liga Premier.
En 2020 la directiva del Club Universidad Nacional, un grupo de empresarios y el gobierno de Tabasco crearon el equipo Pumas Tabasco para su participación en la Liga de Expansión MX, esta escuadra se formó originalmente con los jugadores del equipo Premier de los Pumas, por lo que este equipo fue descontinuado y dejó de jugar en la Liga Premier de la Segunda División.

## Temporadas
Franquicia Pumas Naucalpan
| Apertura 2015 | 3.Segunda LPA     | 8o. Grupo III                    |
| Clausura 2016 | 3.Segunda LPA     | 4o. Grupo III (Campeón Filiales) |
| Apertura 2016 | 3.Segunda LPA     | 13o. Grupo III                   |
| Clausura 2017 | 3.Segunda LPA     | 3o. Grupo III                    |
| Apertura 2017 | 3.Segunda Serie A | 2o. Grupo II                     |
| Clausura 2018 | 3.Segunda Serie A | 17o. Grupo II                    |
| 2018/2019     | 3.Segunda Serie A | 4o. Grupo II (Campeón Filiales)  |
| 2019/2020     | 3.Segunda Serie A | 5o. Grupo II                     |